# Barušići (Buzet)
Barušići is een plaats in de gemeente Buzet in de Kroatische provincie Istrië. De plaats telt 101 inwoners (2001).